# Portneuf—Jacques-Cartier
Pour les articles homonymes, voir Portneuf et Jacques Cartier (homonymie).
Circonscription électorale fédérale du Canada
Portneuf—Jacques-Cartier (auparavant Portneuf) est une circonscription électorale fédérale au Québec (Canada).
La circonscription, dans la région québécoise de Capitale-Nationale, est constituée des MRC de La Jacques-Cartier et de Portneuf ainsi que de la ville de Saint-Augustin-de-Desmaures de la communauté métropolitaine de Québec.
Les circonscriptions limitrophes sont Saint-Maurice—Champlain à l'ouest et au nord-ouest, Beauport—Côte-de-Beaupré—Île d'Orléans—Charlevoix à l'est et au nord-est, Charlesbourg—Haute-Saint-Charles au sud-est, Louis-Saint-Laurent au sud-est, Louis-Hébert au sud-est, Lévis—Lotbinière au sud et Bécancour—Nicolet—Saurel au sud-ouest.

## Historique
La circonscription fut initialement créée en 1867 sous le nom de Portneuf. Elle fut renommée Portneuf—Jacques-Cartier en 2004.

## Députés

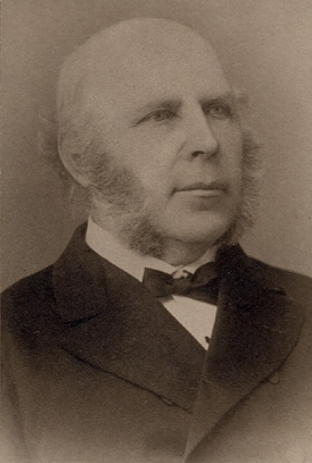
Jean-Docile Brousseau, maire de Québec de 1880-1882.

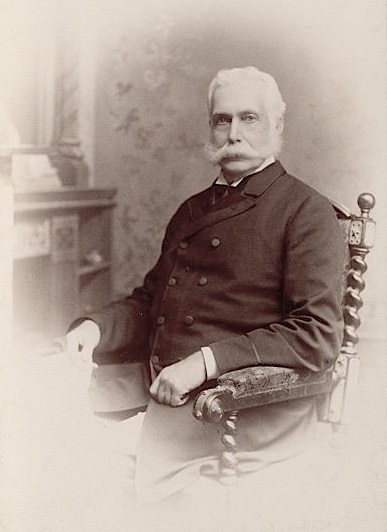
Henri-Gustave Joly de Lotbinière, premier ministre du Québec de 1878-1879.

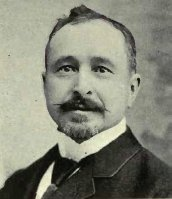
Michel-Siméon Delisle, maire de Portneuf à 5 reprises.

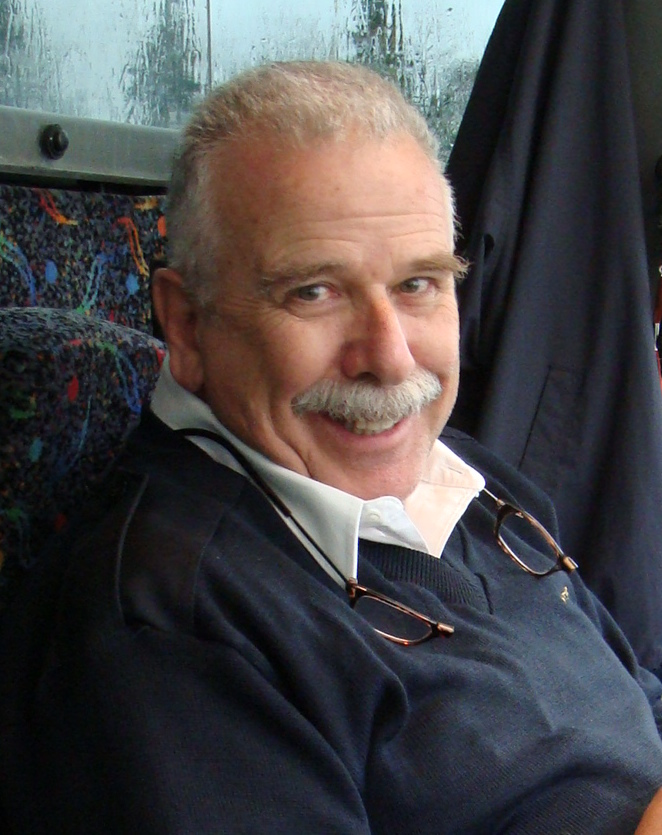
André Arthur, député de 2006-2011.

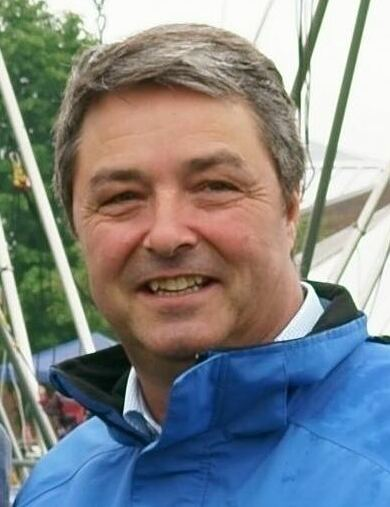
Joël Godin, député actuel depuis 2015.

| Législature              | Années        | Député                           | Parti                 | Parti                     |
| ------------------------ | ------------- | -------------------------------- | --------------------- | ------------------------- |
| Portneuf                 |               |                                  |                       |                           |
| 1e                       | 1867–1872     | Jean-Docile Brousseau            |                       | Conservateur              |
| 2e                       | 1872–1874     | Esdras Alfred de St-Georges      |                       | Libéral                   |
| 3e                       | 1874–1878     | Esdras Alfred de St-Georges      |                       | Libéral                   |
| 4e                       | 1878–1882     | Roch-Pamphile Vallée             |                       | Conservateur              |
| 5e                       | 1882–1887     | Esdras Alfred de St-Georges      |                       | Libéral                   |
| 6e                       | 1887–1891     | Esdras Alfred de St-Georges      |                       | Libéral                   |
| 7e                       | 1891–1896     | Arthur Delisle                   |                       | Libéral                   |
| 8e                       | 1896–1896     | Henri-Gustave Joly de Lotbinière |                       | Libéral                   |
| 8e                       | 1896-1900     | Henri-Gustave Joly de Lotbinière |                       | Libéral                   |
| 9e                       | 1900–1904     | Michel-Siméon Delisle            |                       | Libéral                   |
| 10e                      | 1904–1908     | Michel-Siméon Delisle            |                       | Libéral                   |
| 11e                      | 1908–1911     | Michel-Siméon Delisle            |                       | Libéral                   |
| 12e                      | 1911–1917     | Michel-Siméon Delisle            |                       | Libéral                   |
| 13e                      | 1917–1921     | Michel-Siméon Delisle            |                       | Libéral                   |
| 14e                      | 1921–1925     | Michel-Siméon Delisle            |                       | Libéral                   |
| 15e                      | 1925–1926     | Michel-Siméon Delisle            |                       | Libéral                   |
| 16e                      | 1926–1930     | Michel-Siméon Delisle            |                       | Libéral                   |
| 17e                      | 1930–1935     | Jules Desrochers                 |                       | Libéral                   |
| 18e                      | 1935–1936     | Lucien Cannon                    |                       | Libéral                   |
| 18e                      | 1936–1940     | Pierre Gauthier                  |                       | Libéral                   |
| 19e                      | 1940–1943     | Pierre Gauthier                  |                       | Libéral                   |
| 19e                      | 1943–1945     | Pierre Gauthier                  |                       | Bloc populaire            |
| 20e                      | 1945–1949     | Pierre Gauthier                  |                       | Libéral                   |
| 21e                      | 1949–1953     | Pierre Gauthier                  |                       | Libéral                   |
| 22e                      | 1953–1957     | Pierre Gauthier                  |                       | Libéral                   |
| 23e                      | 1957–1958     | Pierre Gauthier                  |                       | Libéral                   |
| 24e                      | 1958–1962     | Aristide Rompré                  |                       | Progressiste-conservateur |
| 25e                      | 1962–1963     | Jean-Louis Frenette              |                       | Crédit social             |
| 26e                      | 1963–1963     | Jean-Louis Frenette              |                       | Crédit social             |
| 26e                      | 1963-1965     | Jean-Louis Frenette              | Ralliement créditiste |                           |
| 27e                      | 1965–1968     | Roland Godin                     | Ralliement créditiste |                           |
| 28e                      | 1968–1971     | Roland Godin                     | Ralliement créditiste |                           |
| 28e                      | 1971–1972     | Roland Godin                     | Crédit social         |                           |
| 29e                      | 1972–1974     | Roland Godin                     | Crédit social         |                           |
| 30e                      | 1974–1979     | Pierre Bussières                 |                       | Libéral                   |
| 31e                      | 1979–1980     | Rolland Dion                     |                       | Libéral                   |
| 32e                      | 1980–1984     | Rolland Dion                     |                       | Libéral                   |
| 33e                      | 1984–1988     | Marc Ferland                     |                       | Progressiste-conservateur |
| 34e                      | 1988–1993     | Marc Ferland                     |                       | Progressiste-conservateur |
| 35e                      | 1993–1997     | Pierre de Savoye                 |                       | Bloc québécois            |
| 36e                      | 1997–2000     | Pierre de Savoye                 |                       | Bloc québécois            |
| 37e                      | 2000–2004     | Claude Duplain                   |                       | Libéral                   |
| 38e                      | 2004–2006     | Guy Côté                         |                       | Bloc québécois            |
| Portneuf—Jacques-Cartier |               |                                  |                       |                           |
| 39e                      | 2006–2008     | André Arthur                     |                       | Indépendant               |
| 40e                      | 2008–2011     | André Arthur                     |                       | Indépendant               |
| 41e                      | 2011–2015     | Élaine Michaud                   |                       | Néo-démocrate             |
| 42e                      | 2015–2019     | Joël Godin                       |                       | Conservateur              |
| 43e                      | 2019–2021     | Joël Godin                       |                       | Conservateur              |
| 44e                      | 2021–2025     | Joël Godin                       |                       | Conservateur              |
| 45e                      | 2025–en cours | Joël Godin                       |                       | Conservateur              |

## Résultats électoraux

### Tendances

#### Répartition des voix obtenu par les principaux partis
| |
| - Parti libéral - Parti conservateur - NPD - Bloc québécois - Parti vert - Parti populaire - Progressiste-conservateur (ancien) - Alliance canadienne (ancien) - Créditiste (ancien) - Indépendant |